# Pycnandra sarlinii
Pycnandra sarlinii är en tvåhjärtbladig växtart som först beskrevs av André Aubréville, och fick sitt nu gällande namn av Swenson och Jérôme Munzinger. Pycnandra sarlinii ingår i släktet Pycnandra och familjen Sapotaceae. Inga underarter finns listade i Catalogue of Life.